# Helicopsyche calliope
Helicopsyche calliope är en nattsländeart som beskrevs av Schmid 1993. Helicopsyche calliope ingår i släktet Helicopsyche och familjen Helicopsychidae. Inga underarter finns listade i Catalogue of Life.